# La scuola sui binari
La scuola sui binari (El Último Vagón) è un film del 2023 diretto da Ernesto Contreras.
Il soggetto è tratto dall'omonimo romanzo di Ángeles Doñate.
L'ambientazione è volutamente sospesa nel tempo, riuscendo così a ritrarre e al tempo stesso denunciare, una condizione di arretratezza e degrado che caratterizzano certe aree del Messico indefinitamente.

## Trama
Ikal si sposta continuamente con i suoi genitori lungo i binari della ferrovia messicana. La sua casa è su un vagone e il padre lavora alla costruzione della ferrovia. Per lui è difficile anche solo farsi degli amici non potendo mettere radici in nessuna parte.
Giunto in un piccolo villaggio, la maestra Georgina si preoccupa del fatto che il bambino non abbia mai frequentato una scuola e convince la famiglia a dargli un'istruzione. Il bambino si affeziona a Valeria, Tuerto e Chico, e al cane Quetzal, imparando a leggere grazie alla bravura della tenace maestra Georgina.
Ikal si innamora di Valeria ma quando arriva un circo sgangherato non riesce neanche ad offrirle il biglietto per poter andare a vedere lo spettacolo. Ci penserà Chico a procurare i biglietti per tutti, regalando una giornata da sogno, ma cacciandosi però poi nei guai.
Per il padre di Ikal e i suoi colleghi si prospettano dei licenziamenti e, allora, l'uomo decide per il bene di tutti di non seguire più la costruzione della ferrovia ma di stabilirsi in questo piccolo villaggio dove il figlio sembra trovarsi bene. La grande gioia di Ikal però dura poco. In una notte di tempesta il padre e due suoi colleghi restano uccisi nel cantiere.
Il bambino e sua madre devono così raggiungere dei parenti e lasciare definitivamente il villaggio.
Molti anni più tardi il governo messicano avvia una riforma che mira alla razionalizzazione delle scuole periferiche. Tra quelle destinate a scomparire c'è anche la famosa scuola sui binari in cui il piccolo Ikal imparò a leggere e sognò di diventare un maestro. Fatalità vuole che sia proprio lui, ora impiegato al ministero dell'istruzione, a dover dare la pessima notizia. Quando tornato al villaggio trova la "sua" Valeria al posto della storica maestra Georgina, ormai morta, l'uomo non ha la forza di chiudere quel posto per lui magico.
Lasciato il ministero si dà quindi all'insegnamento, raccogliendo l'eredità di Georgina, insieme a Valeria.

## Produzione
Il regista ha affermato che il film è anche un omaggio a sua madre e a sua nonna, entrambe insegnanti di scuola primaria.